# Grigna
Grigna (lub Grignone albo Grigna settentrionale) to szczyt w prowincji Lecco, w Lombardii, w północnych Włoszech. Należy do grupy Alp Bergamskich, niedaleko leży miasto Lecco.